# Rhacophorus bipunctatus
Rhacophorus bipunctatus är en groddjursart som beskrevs av Ahl (auktor) 1927. Rhacophorus bipunctatus ingår i släktet Rhacophorus och familjen trädgrodor. IUCN kategoriserar arten globalt som livskraftig. Inga underarter finns listade i Catalogue of Life.